# Jaakko Ilkka (powstaniec)
Jaakko Pentinpoika Ilkka (ur. 1545, zm. 27 stycznia 1597) – fiński chłop, przywódca ludowego powstania na przełomie lat 1596/1597. Po klęsce powstania, 1–2 stycznia zbiegł, został jednak po trzech tygodniach aresztowany i stracony. Ilkka jest także tytułowym bohaterem opery Jormy Panula, skomoponowanej w latach 1977–1978.